# 伊利諾大學春田分校
伊利諾大學春田分校（英語：University of Illinois Springfield，縮寫为UIS）是位于美國伊利諾州桑加蒙縣春田的一所公立文理學院。1969年由伊利诺伊州议会創始之初稱爲桑加蒙州立大學（Sangamon State University），1995年7月1日加入伊利諾大學系统。它雖是文理學院，但也提供研究生和博士教育。

## 排名
- 根據2025年美國新聞與世界報導，伊利諾大學春田分校排在美國中西部區域性大學第28名[5]。

## 校區

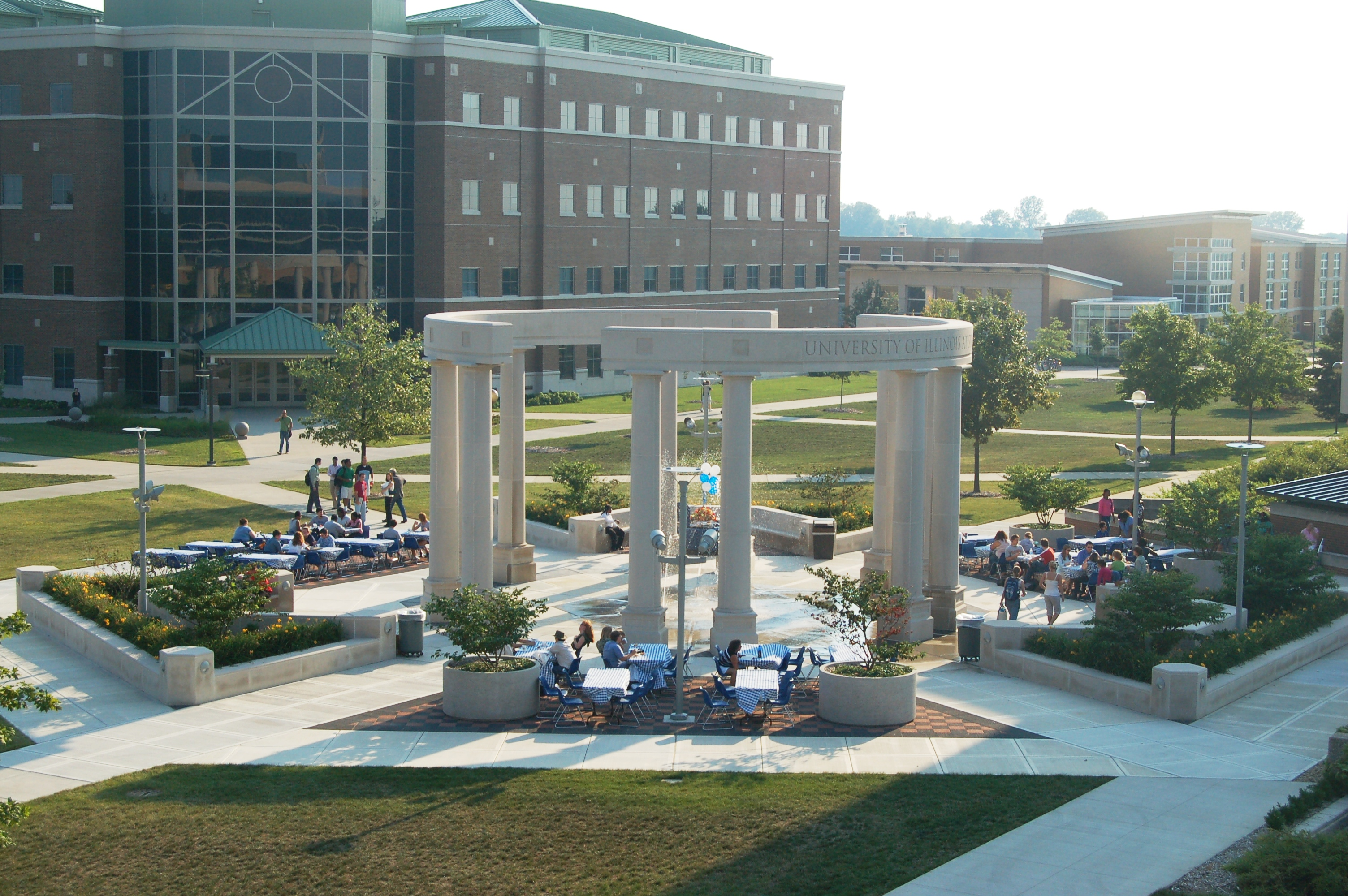
大學建築

伊利諾大學春田分校位於春田市中心東南6 mi（9.7 km）處，靠近春田湖。
該大學的圖書館“Brookens Library”建成于1976年，是該校的最早完成的建築之一。

## 相關新聞
- 伊利諾州州長普立茲克設立「公立大學直接錄取計畫」(Public University Direct Admission Program)，符合資格的高中應屆畢業學生完全不需要主動申請大學，將自動收到大學的錄取通知，伊利諾大學春田分校是此計劃內的11所大學之一[7]。

## 外部連接
- 官方网站
- University of Illionois Springfield Athletics website（页面存档备份，存于）

39°43′44″N 89°37′03″W / 39.728941°N 89.617581°W